# صباح جعیر
صباح جعیر (انگلیسی: Sabah Jeayer؛ زادهٔ ۳۰ نوامبر ۱۹۶۹) یک بازیکن فوتبال اهل عراق است.
از باشگاه‌هایی که در آن بازی کرده‌است می‌توان به تیم ملی فوتبال عراق اشاره کرد.
وی همچنین در تیم ملی فوتبال Iraq بازی کرده است.